# Các thuật ngữ về võ thuật trong Shijō Saikyō no Deshi Ken'ichi
Loạt truyện manga và phim anime Shijō Saikyō no Deshi Ken'ichi của Matsuena Syun có chủ đề về võ thuật, nên không ngạc nhiên khi trong tác phẩm xuất hiện rất nhiều thuật ngữ về võ thuật. Dưới đây là danh sách các thuật ngữ ấy.

## Các thuật ngữ cơ bản
- Dō (動 Động?): Xuất hiện lần đầu trong chương 120. Thuật ngữ này ám chỉ những người luyện võ dựa vào sự bủng nổ cảm xúc và sự giận dữ để phát huy sức mạnh của mình trong khi chiến đấu, và họ ít khi kiềm chế bản thân khi thi đấu. Vì vậy những người luyện võ dạng "động" sẽ có nhiều nguy cơ sa vào con đường A-tu-la tà đạo. Tất nhiên vẫn có những người do tâm tính sẵn đã lương thiện nên không sa vào con đường này, ví dụ Sakaki Shio, Apachai Hopachai và James Shiba (mặc dù họ là những cao thủ võ lâm nóng tính trong trận đấu).
- Sei (精 Tinh?): Xuất hiện lần đầu trong chương 120. Trái ngược với Động, những võ nhân theo Tinh ẩn giấu sức mạnh trong cơ thể và chỉ bung ra vào những lúc thích hợp, có thể hiểu đơn giản là họ chiến đấu và phát huy sức mạnh dựa vào kỹ năng, kỹ thuật và mưu trí hơn là nhờ vào sự bùng nổ cảm xúc. Một số ví dụ là Kōetsuji Akisame, Kōsaka Shigure và Mã Kiếm Tinh. Tất nhiên cũng có những người "tinh" đi theo con đường của A-tu-la, ví dụ các võ nhân "tinh" trong Yami và Yomi.
  - Chú ý là người luyện võ chỉ có thể luyện một trong hai dạng trên và trong chiến đấu chỉ có thể dùng một trong hai dạng. Tuy nhiên có một số người luyện cả hai dạng (ví dụ chưởng môn Fūrinji Hayato) hoặc có thể dùng cả hai dạng cùng một lúc khi chiến đấu, cụ thể là dùng tinh để triệu tập khí trong cơ thể và dùng động để thi triển các đòn thế. Những nhân vật dùng cách này là Asamiya Ryūto và Kano Shō. Lúc đó, sức mạnh của người sử dụng nó sẽ tăng một cách khủng khiếp, nhưng đây là con dao hai lưỡi: sử dụng cả hai dạng cùng một lúc sẽ khiến cơ thể, thậm chí tâm trí nhanh chóng bị hao mòn và huỷ hoại, vì vậy người luyện võ không được dùng nó trong một thời gian quá lâu. Asamiya Ryūto đã bị tàn phế hai chân do sử dụng Sei và Dō cùng lúc như vậy. Akisame nhận xét rằng Ogata Isshinsai chỉ xem Ryūto như con chuột lang thí nghiệm khi dạy cho anh cách dùng Sei và Dō cùng lúc, vì vậy hành động này "không tha thứ được" (chương 141).
  - Cũng có một điểm đáng chú ý là những sư phụ theo đường lối động có thể đào tạo ra những đệ tử theo đường lối tinh và ngược lại những sư phụ tinh có thể đào tạo ra những đệ tử động (chương 321, trang 2). Ví dụ Takeda Ikki là tinh còn thầy James Shiba là động. Sakaki Shio là động nhưng sư phụ của ông là tinh. Và nhân vật nam chính Shirahama Kenichi là tinh nhưng 2 trong số 6 sư phụ ở võ đường Lương Sơn Bạc là động.
- Con đường của A-tu-la (Asura): thuật ngữ này ám chỉ quan niệm luyện võ cốt chỉ để có được sức mạnh tuyệt đối, từ đó có thể tiêu diệt những người chống đối và bắt kẻ khác phục tùng mình. Ogata Isshinsai cùng các thành viên của Yami là một ví dụ có người đi theo "con đường" này. Mã Thương Nguyệt và Tanimoto Natsu cũng luyện võ để có được sức mạnh, nhưng điều này không có nghĩa là họ cũng đi theo con đường của A-tu-la.
- Thắng nhân quyền (勝つ人拳 Katsujin Ken?): Xuất hiện lần đầu trong chương 266. Tên trong bản tiếng Anh là Fist of Life. Những người theo Thắng nhân quyền tinh rằng mục đích của việc học võ là để tự vệ và cứu người, còn việc học võ chỉ để có sức mạnh và bất chấp việc giết người là sai trái và sẽ dẫn đến việc đi theo "Con đường A-tu-la" tà đạo. Đại diện cho Thắng nhân quyền là Võ đường Lương Sơn Bạc và Liên minh Shinpaku.
- Sát nhân quyền (殺人拳 Satsujin Ken?): Xuất hiện lần đầu trong chương 266. Tên trong bản tiếng Anh là Fist of Killing. Ngược lại với Thắng nhân quyền, những người theo Sát nhân quyền học võ chỉ để có sức mạnh tối thượng và họ không ngần ngại giết người để đạt được mục đích này. Đại diện là tổ chức Ám (闇, Yami) và Yomi.

## Các chiêu thức võ công

### Karate
- Sơn đột (山突き Yamatzuki?): chiêu thức Karate do Sakaki Shio dạy cho Kenichi trong chương 12 khi Kenichi chuẩn bị đấu với người đứng đầu câu lạc bộ karate ở trường, Tsukuba. Đòn tấn công này dựa trên một thực tế rằng con người thường sợ nhất các đòn tấn công vào mặt và đầu, và khi họ lo tập trung đỡ các đòn ấy thì có thể để hở các vị trí khác. Cụ thể là, đầu tiên võ sinh dùng tay phải tung đòn tấn công vào mặt đối thủ, khi đối thủ đưa hai tay lên đỡ thì rút tay phải về, và dùng dòng cử động của cơ thể để tung đòn đấm bằng tay trái vào bụng đối thủ. Chiêu thức này bị cấm trong thi đấu Karate, điều này càng làm cho Tsukuba thêm bất ngờ vì anh ta chỉ học những chiêu thức Karate dùng cho thi đấu thể thao.
- Phu phụ thủ (夫婦手 Meotode?): chiêu thức Karate do Sakaki Shio truyền dạy cho Kenichi và được dùng lần đầu tiên ở trận đấu với Radin Tidat Jihan trong chương 186. Cụ thể là, theo lời của Shio, trong khi thi đấu Karate người ta thường chỉ dùng một tay khi ra đòn tấn công, tay còn lại, gọi là "tay chết" chỉ dùng để thủ. Còn trong chiêu thức "phu phụ thủ", võ sinh sẽ sử dụng cả hai tay cùng một lúc để tấn công lẫn phòng thủ, vì vậy đòn đánh bất thình lình của "tay chết" sẽ khiến đối thủ bất ngờ vì y đang mải lo đỡ đòn của tay còn lại. Sakaki Shio nói rằng, Phu phụ thủ là một chiêu thức cổ truyền "rất thực dụng" nhưng do việc Karate ngày càng trở thành một môn thể thao phổ biến, những chiêu thức nguy hiểm như vậy dần dần ít người biết.

### Võ thuật Trung Hoa
- Khấu bộ (扣歩 Kouho?) và Bài bộ (擺歩 Haiho?): Đây là một đòn thế trong Bát quái chưởng (Hakkeshou) do Fūrinji Miu chỉ dẫn cho Kenichi. Đó cũng là hai chiêu thức đầu tiên mà Kenichi học được khi anh đang chuẩn bị đấu với Daimonji (chương 3). Chiêu thức này giúp Kenichi né được đòn đấm của Daimonji và đồng thời, xuất hiện bất thình lình sau lưng anh ta. Cụ thể là khi Daimonji đấm Kenichi bằng tay phải, Kenichi đưa chân phải về phía sau chân trái của Daimonji sao cho mũi chân trái của Kenichi hướng về mũi chân phải của anh. Lúc này, chân trái sẽ là bản lề để Kenichi xoay người và sau động tác xoay, Kenichi đã hoàn toàn ở phía sau lưng Daimonji. Ban đầu, Kenichi chỉ có thể dùng nó để né đòn của Daimonji, nhưng về cuối trận đánh anh nhanh chóng nhận ra rằng, ngay sau khí né đòn, anh có thể quật ngã Daimonji từ phía sau, cụ thể là dùng tay phải đánh vào cổ và dùng chân phải ngáng phía sau chân Daimonji. Ở đây cần chú ý là đòn đánh và ngáng chân không cần phải làm quá mạnh, vì đối thủ ngã là do mất cân bằng, điều này phụ thuộc vào tốc độ đòn tấn công của Daimonji chứ không phụ thuộc nhiều vào lực đánh của Kenichi.
- Song triền thủ (双纒手 Sōtenshu?): một trong những chiêu thức của Bát cực quyền (Hakkyōken) Trung Quốc, do Mã Kiếm Tinh dạy cho Kenichi. Kenichi dùng nó lần đầu trong trận tái đấu với Tanimoto Natsu ở chương 85 manga, ứng với tập 32 anime. Chiêu thức này giúp Kenichi đẩy được đòn tấn công của đối thủ, tiếp đó, khi hai người đang ở rất gần nhau, những động tác còn lại của "Song triền thủ" sẽ giúp Kenichi đẩy bật đối thủ ra xa bằng cả hai tay. Cụ thể là: Đầu tiên, đứng tấn với chân phải trước, trái sau. Tiếp đó dùng hai tay thực hiện một cử động vòng tròn từ sau ra trước, đồng thời bắt đầu bước chân trái lên. Trong khi bước chân trái thì đưa hai tay về phía bên phải, cuối cùng đẩy mạnh hai tay về phía trước đồng thời đạp mạnh chân trái xuống đất (lúc hoàn thành động tác "bước"). Theo lời của Kenichi, anh đã phải luyện chiêu này đến mức "hồn lìa khỏi xác" mới thuần thục được.

### Nhu thuật (jujitsu)
- Cư bộ (居捕り Idori?): chiêu thức của nhu thuật do Koetsuji Akisame dạy cho Kenichi và dùng lần đầu tiên trong chương 163 để chống lại các đòn tấn công vào vùng dưới cơ thể của Riraichi Chishoumon. Chiêu thức này là một hệ thống đòn thế có kiểu đứng tấn giống như kiểu quỳ kiết già truyền thống của Nhật, nó có nguồn gốc từ việc người quỳ kiểu kiết già rất dễ bị tổn thương đối phương tập kích, vì vậy người Nhật nghĩ ra "Cư bộ" để đối phó với tình trạng này.
- Hủ mộc đảo (朽木倒し Kuchiki taoshi?): chiêu thức do Koetsuji Akisame dạy cho Kenichi, được dùng ngay sau khi Kenichi tung đòn đấm Ugyuhaitou vào bụng đối thủ bằng tay phải. Cụ thể là trong lúc tung đòn đấm, Kenichi dùng tay trái ôm lấy đầu gối đối thủ. Và vừa sau khi đòn đấm kết thúc, Kenichi lại cũng dùng tay phải ôm lấy đầu gối đối thủ, sau đó dùng hai tay nhấc bổng đối thủ lên và vật y ngã xuống đất.

### Quyền Thái và Muay Boran
- Kao Loy: một chiêu thức của quyền Thái do Apachai Hopachai truyền cho Kenichi. Đầu tiên dùm hai tay túm lấy hai bên đầu hoặc cổ của đối thủ, sau đó nhảy lên đồng thời dùng đầu gối bên phải động vào mặt của đối thủ. Chiêu thức này khá hữu dụng khi đối thủ đang xông thẳng tới mình.
- Sawk Klab: chiêu thức quyền Thái đầu tiên mà Kenichi học được của Apachai Hopachai. Cụ thể là, Kenichi làm cho đối thủ ở vị trí sau lưng mình, sau đó bất thình lình quay người lại và đánh cùi chỏ vào cổ đối thủ.
- Yan Erawan: có nghĩa là "đẩy voi". Đó là một chiêu thức đánh đầu gối trực tiếp vào tim đối thủ. Đây là một chiêu thức Muay Boran được Tirawit Koukin dùng trong chương 281 và đã suýt nữa lấy mạng Shirahama Kenichi.
- Ti Lan: còn được gọi là đá thấp, là một chiêu thức quyền Thái được Hopachai Apachai Dạy cho Kenichi để đánh bại Ikki takeda. Đầu tiên người dùng sẽ thủ thế quyền Thái và dồn lực xuống dưới chân (thường thì là chân phải nhưng đôi khi dù chân trái cũng được) sau đó đốn (đá) gãy giò (chân) của đối thủ.
- Tang Guard Muay: còn được gọi là thủ quyền Thái, một chiêu thức quyền Thái cơ bản mà bất cứ ai học quyền Thái đều phải biết trước khi nhập môn. Đầu tiên người dùng sẽ đứng tấn chân trái trước chân phải sau (nhưng đôi khi ngược lại cũng dược) và sau đó sẽ nắm tay lại rồi đưa tay lên ngang má hoặc cầm, sau đó thay vì xoay tay vô giống quyền anh, thì sẽ xoay tay ra.
- Chai Kick: là một cú đá mạnh trong quyền Thái đươc Apachai truyền cho Kenichi, và thường thì sẽ là một cú đá vòng mạnh vô hông hoăc thái dương, nhưng đôi khi là một cú đá thẳng vào bụng hay cằm cũng được, và theo lời miêu tả của Apachai một khi đối thủ bị dính đòn rồi thì sẽ bay lên và không tiếp đất nữa (điều đó có thể nghĩa là đối thủ sau khi dính đòn này sẽ bay ra ngoài vũ trụ luôn).
- Bolisud Lok Mai: Là một chiêu thức thuộc cả hai thể loại quyền Thái (muay Thai) và quyền Thái cổ điển (Muay Boran), và nó nguy hiểm hơn bất kỳ chiêu thức quyền Thái và quyền Thái cổ điển nào. Người dùng sẽ đứng trong một tư thế cầu nguyện, và sau đó khi cả hai bên đã sẵn sàng thì họ sẽ đồng loạt tấn công lẫn nhau, và phá hủy những thứ ở trong phạm vi chiến đấu của họ, và chiêu thức này chỉ được phép truyền cho bậc thầy mà thôi.

### Khác
- Chế không khuyên (制空圏 Seikūken?): đây là chiêu thức phòng thủ do sư phụ Fūrinji Hayato truyền dạy cho Kenichi. Người luyện chiêu này sẽ tạo ra một "chế không khuyên", tạm hiểu là một vùng không gian (thường có dạng hình cầu) "an toàn" xung quanh mình, nơi mà bất cứ đòn tấn công nào lọt vào đều bị hoá giải. Người có võ công càng cao thâm thì có "chế không khuyên" càng lớn. Người luyện "chế không khuyên" không chỉ thấy chế không khuyên của chính mình mà còn có thể nhìn thấy chế không khuyên của người khác, và các cao thủ võ lâm như các sư phụ của Kenichi cũng có thể nhìn thấy chế không khuyên của đối thủ. Cốt lõi của "chế không khuyên" là việc dự đoán được các đòn tấn công của đối thủ, từ đó ra tay ngăn chặn trước. Việc này khiến "chế không khuyên" chỉ có thể dùng được khi tâm trí người sử dụng thật là bình tĩnh "như một hòn đá giữa dòng nước". Tuy nhiên, Asamiya Ryūto có thể sử dụng được "chế không khuyên", một chiêu thức phòng thủ để tấn công đối thủ do lúc đó anh vừa dùng Động và Tinh cùng lúc.

Về sau, trong chương 231-234, Kenichi đã học được cấp độ thứ hai của chế không khuyên: Lưu thủy Chế không khuyên (流水 制空圏 Ryusui Seikūken), dùng khi đương đầu với những đối thủ có sức mạnh tấn công quá lớn. Lúc đó Kenichi thu hẹp chế không khuyên của mình đến mức nó chỉ còn là một lớp rất mỏng bao quanh cơ thể, sau đó anh cử động nương theo các đòn tấn công của đối thủ, từ đó khiến đối thủ tấn công theo cử động của mình và cuối cùng tung đòn quyết định. Trong chương 261, Kano Shō đối phó lại bằng cách thực hiện những động tác đánh lừa khiến Kenichi đoán sai động tác của anh, nhưng cuối cùng Kenichi cũng tìm được cách đoán được động tác của Shō bằng cách luôn luôn nhìn vào mắt anh ta để dự đoán được động tác cũng như suy nghĩ và tâm tư của Shō. Vì vậy, ta cũng có thể chia Lưu thủy Chế không khuyên làm hai cấp độ: 1) dự đoán được đòn đánh và động tác của đối thủ; 2) thấu hiểu được suy nghĩ và tình cảm của đối thủ.
Trong chương 320, Takeda Ikki cũng đã thi triển một chiêu thức tương tự như Chế không khuyên, tuy nhiên mức độ của nó không cao thâm bằng Chế không khuyên của Kenichi. Việc Kenichi và Takeda cùng dùng Chế không khuyên khiến trận đấu giữa hai người trở thành một trận tỉ thí đúng nghĩa giữa hai võ sĩ Tinh, trong đó hai phe không vội tấn công mà cố gắng đoán các đòn tấn công của đối thủ và tìm cách hóa giải nó.
"Chế không khuyên" cũng là một thuật ngữ thông dụng trong các môn võ Karate và Aikido (xem thêm Maai).
- Vô phách tử (無拍子 Mubyoshi?): chiêu thức do Kenichi tạo ra khi anh kết hợp các yếu tố võ thuật của karate, nhu thuật, quyền Thái và võ thuật Trung Hoa do các sư phụ ở võ đường Lương Sơn Bạc truyền cho anh. Kenichi đứng hơi khom người, một chân phía trước chân kia một ít, hai tay đặt ngang và canh sao cho đầu các ngón tay vừa chạm vùng ngực hay bụng đối thủ, sau đó anh bất thình lình giật ngả người về trước, lùi nhanh tay của phía chân đứng sau đồng thời tung đòn đấm ở tay còn lại về phía đối thủ. Các yêu tố của 4 môn võ thuật nằm ở các phần sau:
  - Karate: khi một tay đấm thì tay kia phải giật lùi cùng một lúc như thể "hai tay được nối với nhau bằng một sợi dây vắt qua một chiếc ròng rọc" (lời Sakaki Shio, chương 76).
  - Võ thuật Trung Hoa: khi tung đòn đấm thì chỉ dồn lực vào một hướng duy nhất, tuyệt đối không được để lực phân tán ra các hướng khác (lời Mã Kiếm Tinh, chương 76).
  - Nhu thuật: cũng giống như việc chém kiếm trong kendo, khi ra đòn lực của tay không đủ để "cắt xuyên qua chiếc kimono", cụ thể là người ra đòn phải "di chuyển trọng tâm của cơ thể" như thể "ném toàn bộ trong lượng cơ thể vào đối thủ" (lời Koetsuji Akisame, chương 76).
  - Quyền Thái: quyền Thái nguyên thủy không phải là một môn thể thao mà là một kỹ năng chiến đấu trong chiến tranh, vì thế phải "đấm đối thủ thật mạnh như thể đâm xuyên qua cơ thể y" (lời Apachai Hopachai), chương 76).

Vô phách tử được dùng lần đầu tiên trong chương 76 để đối đầu với Siegfried, đây là một đòn đánh mạnh tới mức đã làm Siegfried thổ huyết và kết thúc trận đấu. Và vì "Vô phách tử" không hề có giai điệu, nên Siegfried và Ryūto sau đó cũng không đoán được động tác của Kenichi khi anh dùng chiêu này. Tuy nhiên, Ryūto may mắn hơn là anh đã kịp thời chặn được "Vô phách tử", anh nhận xét rằng chiêu này quá mạnh nên anh phải dùng cả hai tay để chống đỡ. Về sau Kenichi còn mấy lần dùng Vô phách tử và kết quả đều tương tự: đối thủ sau khi bị trúng đòn gần như gượng dậy không nổi và trận đấu nhanh chóng kết thúc. Vô phách tử có hai nhược điểm là: thứ nhất không phải lúc nào Kenichi cũng tìm được thời cơ để thi triển nó, thứ hai là trong khi thi triển "vô phách tử" thì Kenichi đứng ở tư thế rất dễ bị tổn thương bởi các đòn tấn công của đối thủ. Sư phụ Apachai Hopachai đã nhận xét rằng nếu đối thủ đỡ hoặc né được đòn này thì Kenichi sẽ gặp thảm họa (chương 195, trang 2).
Trong chương 319-321, lúc tỉ thí với Kenichi, Takeda Ikki đã dùng một chiêu thức tương tự mang tên "Auto Rhythm", có cùng cách viết bằng kanji giống như Vô phách tử. So với Vô phách tử, Auto Rhythm có tốc độ tấn công nhanh hơn, nhưng sức sát thương kém, bằng chứng là Kenichi vẫn trụ được sau khi bị trúng 3 đòn Auto Rhythm, nhưng Takeda gần như đổ gục sau 1 đòn Vô phách tử.